# Karl Gustafsson (marsk)
Karl Gustafsson eller Karl Göstafsson (känd från 1275, död efter 1280) var en riddare, svenskt riksråd och riksmarsk i okända tidsperioder under kung Magnus Ladulås regeringstid (1275–1290). Karl Gustafsson var också en av ledarna för det sista folkungaupproret 1278–1280. I sitt vapen förde han två liljestavar (stavliljor) i Andreaskors
Hans till namnet okända dotter var gift med Filip Ulfsson (Ulv).
Två systrar till Karl Gustafsson är kända, Margareta och Ingeborg. Priorinnan Margareta anlade 1299 S:t Johannes nunnekloster. Ingeborg var först gift med en Nils Mikaelsson, som synes ha fått sina gods konfiskerade av kung Magnus, och fick sannolikt i detta äktenskap sonen Håkan Ingeborgasson Läma. Hon var sedan gift med riddaren Bengt Pedersson (tre hjorthorn) och skänkte gårdar i Närke,  Östergötland och Småland till klostret.